# Melchiors Plads
Melchiors Plads er en plads, der er beliggende mellem Nordre Frihavnsgade og Marstalsgade på Indre Østerbro i København.
Pladsen er opkaldt efter grosserer Moritz G. Melchior (1816-1884), der boede på den nærliggende ejendom Rolighed.
Karrébebyggelsen ved pladsen er opført omkring 1890.
Tidligere havde sporvognslinje 3 endestation på pladsen. Pladsen rummer i dag et springvand og et offentligt toilet.